# SN 2006B
SN 2006B – supernowa typu Ia odkryta 8 stycznia 2006 roku w galaktyce UGC 12538. W momencie odkrycia miała maksymalną jasność 16,70m.